# Liste de personnes associées à la Seconde Guerre mondiale
 (juin 2019).
Si vous disposez d'ouvrages ou d'articles de référence ou si vous connaissez des sites web de qualité traitant du thème abordé ici, merci de compléter l'article en donnant les références utiles à sa vérifiabilité et en les liant à la section « Notes et références ».
Pour un article plus général, voir Seconde Guerre mondiale.
Cette liste comprend les principaux dirigeants politiques et militaire des pays belligérants pendant la Seconde Guerre mondiale, ceux des services de renseignement et de police, des mouvements de résistance, ainsi que quelques autres personnalités ayant joué un rôle marquant en rapport avec le conflit.

## Afrique du Sud
Dominion britannique.

### Hommes politiques
- Jan Smuts (1870-1950), maréchal, premier ministre de l'Union sud-africaine.
- John Vorster (1915-1983)

## Albanie
Annexée par l'Italie en 1939.

### Hommes politiques
- Zog, (1895-1961), roi destitué après l'invasion italienne

### Résistants
- Enver Hoxha, (1908-1985), militant et résistant communiste
- Abaz Kupi, (1892-1976), partisan du roi Zog

## Allemagne nazie

### Hommes politiques
- Adolf Hitler (1889-1945), Führer d'Allemagne (né autrichien)
- Martin Bormann (1900-1945), secrétaire général du NSDAP
- Wilhelm Frick (1877-1946), ministre de l'Intérieur du Reich
- Joseph Goebbels (1897-1945), ministre de la Propagande nazi depuis 1933 et vice-chancelier depuis 1934
- Hermann Göring (1893-1946), commandant de la Luftwaffe et un des dirigeants du complexe militaro-industriel
- Rudolf Hess (1894-1987), adjoint de Hitler, part pour le Royaume-Uni en 1942
- Heinrich Himmler (1900-1945), chef de la Gestapo et de la SS
- Robert Ley (1890-1945), chef du Parti nazi qui développa le Front des Travailleurs allemands
- Konstantin von Neurath (1873-1956), ministre des affaires étrangères
- Joachim von Ribbentrop (1893-1946) ministre des Affaires étrangères
- Alfred Rosenberg (1893-1946), idéologue nazi, ministre des Territoires occupés de l'Est
- Albert Speer (1905-1981), architecte et ministre de l'armement
- Baldur von Schirach (1907-1974), chef des jeunesses hitlériennes
- Arthur Seyss-Inquart (1892-1946), homme de loi et commissaire dans l'occupation des Pays-Bas
- Fritz Todt (1891-1942), ministre de l'Armement

### Militaires
- Johannes Blaskowitz, colonel général
- Fedor von Bock, maréchal de l'armée de terre
- Sepp Dietrich, général de la Waffen-SS
- Karl Dönitz, (1891-1980), amiral, maître d'œuvre de la guerre sous-marine allemande
- Nikolaus von Falkenhorst, colonel général et commandant des troupes allemandes en Norvège
- Adolf Galland, commandant de la chasse de la Luftwaffe
- Heinz Guderian, (1888-1954), général de division Panzer, théoricien du Blitzkrieg
- Erich Hartmann, pilote de combat ; l'as de l'aviation le plus titré de l'Histoire
- Alfred Jodl, (1890-1946), général, chef de l'état-major du Haut Commandement des Forces Armées
- Wilhelm Keitel, (1882-1946), maréchal de l'armée de terre
- Albert Kesselring, (1885-1960), maréchal de l'aviation, commandant des troupes allemandes en Italie
- Gunther von Kluge, maréchal de l'armée de terre
- Erich von Manstein, (1887-1973), maréchal de l'armée de terre
- Walther Model, (1891-1945), maréchal de l'armée de terre
- Friedrich Paulus, maréchal de l'armée de terre, capturé à Stalingrad en 1943
- Erich Raeder, (1876-1960), commandant en chef de la marine allemande
- Walter von Reichenau, maréchal de l'armée de terre
- Lothar Rendulic, colonel général
- Erwin Rommel, (1891-1944), maréchal de l'armée de terre, surnommé le « renard du désert »
- Gerd von Rundstedt, (1875-1953), maréchal de l'armée de terre
- Otto Skorzeny, (1908-1975), lieutenant-colonel des commandos
- Ernst Udet, inspecteur général de la Luftwaffe

### Services de renseignement et police
- Erich von dem Bach-Zelewski (1899-1972), général de police SS en Union soviétique et Pologne
- Klaus Barbie (1913-1991), officier  de la SS, de la Gestapo et du S.D aux Pays-Bas et en France
- Wilhelm Canaris (1887-1945), chef de l'Abwehr
- Rudolf Diels (1900-1957), premier chef de la Gestapo
- Adolf Eichmann (1906-1962), officier (lieutenant-colonel) de la SS, chargé du département des Affaires juives depuis 1938.
- Theodor Eicke (1892-1943), un des commandants de Dachau et chef de la division de police SS Totenkopf SS
- Kurt Franz (1917-1998), commandant du camp d'extermination de Treblinka
- Reinhard Heydrich (1904-1942), chef en second de la SS et gouverneur de la Tchécoslovaquie occupée
- Ernst Kaltenbrunner (1903-1946) chef du SD
- Rudolf Höß commandant en chef des camps d'extermination
- Arthur Liebehenschel (1901-1948), commandant des camps de la mort de Auschwitz et de Majdanek
- Walter Schellenberg, chef du SD

### Résistants
- Hans et Sophie Scholl (1918 et 1921-1943), résistants anti-nazis
- Claus von Stauffenberg (1907-1944), colonel et participant au complot du 20 juillet 1944 contre Hitler

### Autres
- Wernher von Braun (1912-1977), scientifique, concepteur des missiles V2
- Gustav Krupp von Bohlen und Halbach (1870-1950), industriel et fabricant d'armes
- Alfried Krupp (1907-1967), industriel et fabricant d'armes
- Josef Mengele, médecin qui effectua des expériences sur les prisonniers dans le camp d'extermination d'Auschwitz
- Willy Messerschmitt (1898-1978), fabricant d'avions
- Ferdinand Porsche (1875-1951), industriel et fabricant d'armes
- Carl Friedrich von Siemens (1872-1941), industriel et fabricant d'armes
- Richard Sorge (1895-1944), journaliste allemand, agent des services soviétiques au Japon

## Australie
Dominion britannique.

### Hommes politiques
- John Curtin (1885-1945), premier ministre de 1941 jusqu’à son décès en 1945
- Robert Menzies (1894-1978), premier ministre 1939-1941

### Militaires
- Henry Gordon Bennett (1887-1962), général en chef de l'Australian Imperial Force
- Thomas Blamey (1884-1951), général de l'Australian Imperial Force
- Leslie Morshead (1889-1959), chef des commandos de Tobrouk, puis chef de la deuxième Australian Imperial Force

## Autriche
Annexée par l'Allemagne en 1938.

### Homme politique
- Arthur Seyss-Inquart, nazi, commissaire du Reich pour les Pays-Bas (1892-1946)

### Services de renseignement et police
- Ernst Kaltenbrunner, (1903-1946), chef du SD

## Belgique
Occupée par l'Allemagne de 1940 à 1944.

### Hommes politiques
- Léopold III (1901-1983), roi des Belges
- Léon Degrelle, collaborateur belge, fondateur du rexisme (1906-1994)
- Hubert Pierlot, premier ministre en exil (1883-1963)
- Paul-Henri Spaak (1899-1972), ministre des affaires étrangères du gouvernement en exil

### Militaires
- Jean-Baptiste Piron (1896-1974), commandant de la 1re brigade belge

### Résistants
- Albert Guérisse, organisateur de la Résistance belge (1911-1989)
- Andrée De Jongh, résistante belge (1916-2007)
- Edgard Potier (1903-1944), agent du SOE

### Autres
- Leopold Trepper (1904-1982), agent de renseignement soviétique né polonais, chef de la Rote Kapelle

## Birmanie
Colonie britannique autonome depuis 1937.
- U Aung San, (1915-1947), commandant en chef de l'Armée d'indépendance de Birmanie
- U Ba Maw, premier ministre pendant l'occupation japonaise

## Brésil
Déclare la guerre à l'Allemagne en 1942.
- Getúlio Vargas, (1883-1954), président des États-Unis du Brésil

## Royaume de Bulgarie
- Boris III, (1894-1943)
- Georgi Dimitrov (1882-1949)
- Siméon II, (1943-1946)
- Todor Jivkov, (1911-1998)

## Canada
Dominion britannique.
- Max Aitken (Lord Beaverbrook), (1879-1964), homme politique et magnat de la presse
- George Beurling, (1921-1948), as du combat aérien
- Gustave Biéler (1904-1944), agent du SOE, exécuté par les nazis
- William Lyon Mackenzie King, (1874-1950), premier ministre
- Rodney Keller (1900 - 1954), commandant des forces canadiennes à Juno Beach lors du débarquement de Normandie
- Andrew George Latta (Andy) McNaughton, (1887-1966), scientifique, commandant militaire et diplomate
- Frank Pickersgill (1915-1944), agent du SOE, exécuté par les nazis
- Tommy Prince (1915-1977), soldat aborigène le plus décoré du Canada, membre du commando américano-canadien connu sous le nom de Devil's Brigade
- Colonel James Layton Ralston (1881-1948), ministre de la Défense
- Roméo Sabourin (1923-1944), agent du SOE, exécuté par les nazis
- Leo Major (1921-2008), soldat du régiment de la Chaudiêre, libérateur de la ville de Zwolle en Hollande, un des rares soldats à avoir reçu deux DCM et le seul homme à avoir libéré à lui seul une ville
- Louis Valmont Roy, un militaire acadien ayant servi dans Le Régiment de la Chaudière

## République de Chine
- Tchang Kaï-chek (1887-1975), généralissime des forces du Kuomintang, président de la République de Chine réduite plus tard à Taïwan
- Soong May-ling, (1898-2003), épouse de Tchang Kaï-chek
- Zhou Enlai (1898-1976), dirigeant communiste
- Mao Zedong (1893-1976), dirigeant communiste
- Wang Jingwei (1888-1944), chef du Gouvernement national réorganisé de la République de Chine (régime collaborateur pro-japonais)

## Danemark
Occupé par l'Allemagne de 1940 à 1945.
- Christian X (1870-1947)
- Erik Scavenius (1877-1962), ministre d'Etat

## Égypte
Protectorat britannique de fait.
- Farouk (1920-1965), roi

## Espagne
- Francisco Franco (1892-1975), chef de l’État espagnol depuis 1939, proche de l'Axe au début de la guerre mais maintient sa neutralité

## États-Unis

### Hommes politiques
- Franklin Delano Roosevelt (1882-1945), président des États-Unis jusqu’à sa mort en avril 1945
- Harry S. Truman (1884-1972), président des États-Unis à partir d'avril 1945
- William Averell Harriman, ambassadeur des États-Unis à Moscou
- Henry Morgenthau (1934-1945), secrétaire du Trésor, conseiller de Roosevelt

### Militaires
- Dwight D. Eisenhower (1890-1969), général en chef allié sur le front de l'Ouest
- Henry H. Arnold (1886-1950), général de l'USAAF
- Omar Bradley (1893-1981), général
- Claire Chennault (1893-1958), major général de l'USAAF et organisateur des Tigres Volants en Chine
- James Doolittle (1896-1993), aviateur, lieutenant-général
- Roy Geiger, général du corps des Marines des États-Unis
- Leslie Groves (1896-1970), général, superviseur du projet Manhattan
- William Halsey (1882-1959), vice-amiral puis amiral dans le Pacifique
- Douglas MacArthur (1880-1964), général
- George Marshall (1880-1959), général, conseiller militaire de F.D. Roosevelt
- Audie Murphy (1925-1971), soldat le plus décoré des États-Unis
- Chester Nimitz (1885-1966), amiral
- Matthew Bunker Ridgway (1895-1993), général
- George Patton (1885-1945), général
- Theodore Roosevelt Junior, général, fils du président Theodore Roosevelt et petit neveu du président Franklin Delano Roosevelt,
- Carl Spaatz (1891-1974), général de l'armée de l'air
- Joseph Stilwell (1883-1946), général, chef d'état-major de Tchang Kaï-chek en Chine

### Services de renseignement et police
- William Joseph Donovan, directeur de l'Office of Strategic Services
- J. Edgar Hoover, directeur du FBI

### Autres
- Prescott Bush (1895-1972), banquier accusé de complicité avec l'Axe
- William Joyce (1906-1946), propagandiste au service des Allemands, « lord Haw-Haw »
- Desmond Doss (1919-2006), objecteur de conscience
- William Friedman, (1891-1969), cryptographe
- Varian Fry (1907-1967), a sauvé entre 2 000 et 4 000 Juifs et militants antinazis en les aidant à fuir l'Europe et le régime de Vichy
- Robert Oppenheimer (1904-1967), physicien du projet Manhattan

## Éthiopie
Conquise par l'Italie en 1936, libérée en 1942.
- Hailé Selassié, (1892-1975), empereur d'Éthiopie

## Finlande
- Erik Heinrichs, général puis commandant en chef
- Carl Gustaf Emil Mannerheim, (1867-1951), feld-maréchal puis président
- Risto Ryti (1889-1956), président
- Lauri Törni (1919-1965), officier, soldat de trois armées

## France

### Hommes politiques

#### Troisième République
- Édouard Daladier, premier ministre de 1938 à 1940
- Paul Reynaud, premier ministre de mars à juin 1940

#### France libre
- Charles de Gaulle (1890-1970), chef de la France libre
- Marie Pierre Kœnig, général et coordinateur des activités de la Résistance

#### Gouvernement de Vichy
- Philippe Pétain (1856-1951), chef de l’État
- François Darlan (1881-1942), amiral et chef du gouvernement
- Pierre Laval (1883-1945), chef du gouvernement
- Jean Bichelonne, ministre de la Production industrielle, puis des Transports et des Communications, organisateur du Service du travail obligatoire
- Pierre Boisson (1894-1948), gouverneur général de l'AEF et de l'AOF
- Joseph Darnand (1897-1945), chef de la Milice française
- Jean Decoux (1884-1963), amiral et gouverneur de l'Indochine française de 1940 à 1945
- Henri Dentz, général, haut-commissaire au  Levant en 1940-1941
- Maurice Papon (1910 - 2007), collaborateur nazi, condamné pour complicité de crime contre l'humanité
- Paul Touvier (1915-1996), chef adjoint de la Milice française, et le seul français à être convaincu de crimes contre l'humanité.

### Militaires
- Maurice Moreau, général des Forces aériennes françaises libres
- Pierre Clostermann, as des Forces aériennes françaises libres
- Maurice Gamelin, général
- Henri Giraud, général
- Alphonse Juin (1888-1967), général des Forces françaises libres
- Jean de Lattre de Tassigny, général des Forces françaises libres
- Philippe Leclerc de Hauteclocque, général des Forces françaises libres
- Maxime Weygand (1867-1965), général

### Résistants
- Henri d'Astier de la Vigerie, résistant français, préparateur à succès de l'opération Torch
- José Aboulker, résistant français, préparateur à succès de l'opération Torch
- Georges Bidault, résistant français, activiste
- Denise Bloch (1915-1945), résistant français et agent du SOE
- Andrée Borrel (1919-1944), résistant français et agent du SOE
- Pierre Brossolette, (1903-1944), résistant français
- Mathilde Carré, agent double
- Madeleine Damerment (1917-1944), résistant français et agent du SOE
- Colonel Fabien, résistant
- Aubert Frère (1881-1944), général et résistant français
- Max Hymans, (1900-1961), un chef de la Résistance
- Noor Inayat Khan, agent du SOE
- Robert Keller, résistant français
- Jean Moulin (1899-1943), résistant français
- Éliane Plewman (1917-1944), résistant français et agent du SOE
- Lilian Rolfe (1914-1945), agent du SOE
- Henri Rol-Tanguy, résistant
- Odette Sansom (1912-1995), résistant français et agent du SOE
- Violette Szabo (1921-1945), agent du SOE
- Jean Touzet du Vigier, (1888-1980), général
- Jean Vallette d'Osia, (1898-2000), général
- Catégories :
  - Catégorie:Personnalité de la France libre
  - Catégorie:Compagnon de la Libération
  - Catégorie:Résistant français
  - Catégorie:Militaire français de l'armée de Vichy

## Royaume de Grèce
- Georges II, (1935-1947)
- Ioánnis Metaxás, (1871-1941), dictateur
- Aléxandros Papágos, général et commandant en chef de l'Armée grecque
- Georges Papandreou, membre de la Résistance grecque et du gouvernement en exil

## Royaume de Hongrie
- Miklós Horthy, (1868-1957), régent
- Hannah Szenes, (1921-1944), partisan
- Döme Sztójay (1883-1946), premier ministre
- Ferenc Szálasi, (1897-1946), chef du gouvernement d'unité nationale

## Raj britannique
Colonie britannique.
- Subhash Chandra Bose (1897-1945) nationaliste indien, chef du gouvernement provisoire de l'Inde libre au service de l'Axe
- Mohandas Gandhi (1869-1948), indépendantiste
- Muhammad Ali Jinnah (1876-1948), indépendantiste musulman
- Jawaharlal Nehru (1889-1964), indépendantiste

## Indochine française
Colonie française comprenant les actuels Cambodge, Laos et Viêt Nam, occupée par le Japon en 1945
- Bao Dai (1913-1997), empereur d'Annam
- Hô Chi Minh (1890-1969), indépendantiste

## Royaume d'Irak
Royaume occupé par les Britanniques de 1941 à 1945.
- Rachid Ali al-Gillani (1892-1965), chef de gouvernement allié de l'Axe déposé par les Britanniques le 29 mai 1941.

## Iran
Royaume occupé par les Britanniques et les Soviétiques en 1941.
- Reza Chah (1878-1944), roi déposé le 16 septembre 1941.

## Irlande
Neutre.
- Éamon de Valera, Taoiseach (premier ministre)

## Royaume d'Italie

### Hommes politiques
- Benito Mussolini (1883-1945), le Duce (dictateur), président du conseil du royaume d'Italie (1922-1943) puis chef de la République sociale italienne (1943-1945)
- Pietro Badoglio, (1871-1956), maréchal, chef du gouvernement italien pro-allié en 1943-1944
- Victor Emmanuel III (1869-1947), roi d'Italie
- Umberto, (1904-1983), prince du Piémont, lieutenant-général du royaume depuis 1943
- Ivanoe Bonomi (1873-1951), chef du gouvernement italien pro-allié en 1944-1945
- Galeazzo Ciano (1903-1944), ministre des Affaires étrangères
- Rodolfo Graziani (1882-1955), général, ministre de la Guerre de la RSI

### Militaires
- Vittorio Ambrosio, général (1879-1958).
- Amédée d'Aoste, commandant des armées italiennes en Érythrée et Éthiopie
- Italo Balbo (1896-1940), gouverneur de Libye
- Annibale Bergonzoli (1884-1973), lieutenant-général à Bardia
- Valerio Borghese (1906-1974), chef de la marine de la République sociale italienne
- Ugo Cavallero (1880-1943), chef d'état-major

## Japon

### Hommes politiques
- Hirohito ou empereur Shōwa (1901-1989), empereur du Japon
- Kōichi Kido, Gardien du sceau privé du Japon
- Yosuke Matsuoka, ministre des Affaires étrangères
- Fumimaro Konoe (1891-1945), premier ministre
- Mamoru Shigemitsu, ministre des affaires étrangères
- Shigenori Tōgō, ministre des affaires étrangères
- Hideki Tōjō, (1884-1948), général et premier ministre

### Militaires
- Hatazō Adachi, lieutenant général et commandant japonais en Nouvelle-Guinée (1890-1947).
- Korechika Anami, général, ministre de la Guerre à la fin de la guerre (1887-1945).
- Yasuhito Chichibu, maître d'œuvre de l'opération Lys d'Or (1902-1953).
- Mitsuo Fuchida, commandant de l'attaque japonaise sur Pearl Harbor (1902-1976).
- Minoru Genda (1904-1989), commandant
- Hyakutake Haruyoshi, lieutenant général à Guadalcanal (1888-1947).
- Masaharu Homma, général ayant pris part à l'invasion des Philippines (1887-1946).
- Masaki Honda, lieutenant général en Birmanie
- Shirō Ishii, chef de l'unité 731
- Kotohito Kan'in, chef d'état-major de l'Armée
- Mineichi Koga, amiral, successeur de Yamamoto
- Kuniaki Koiso, (1880-1950), lieutenant général
- Nobutake Kondō, amiral
- Tadamichi Kuribayashi, général ayant pris part à la bataille d'Iwo Jima
- Takeo Kurita, amiral ayant pris part à la bataille de Midway, commandant en chef de la flotte cuirassée lors de la bataille du golfe de Leyte
- Gunichi Mikawa, vice-amiral dans la bataille de l'île Savo
- Chūichi Nagumo (1886-1944), amiral (attaque de Pearl Harbor, bataille de Midway)
- Kichisaburō Nomura, amiral
- Takijirō Ōnishi, amiral
- Hirō Onoda (1922-2014), soldat retrouvé plusieurs années après la guerre
- Jisaburō Ozawa, vice-amiral et commandant de la flotte combinée lors de la bataille du golfe de Leyte
- Saburō Sakai, as du combat aérien, pilote de Zero
- Yoshitsugu Saitō, général à Saipan
- Hajime Sugiyama, chef d'état-major de l'Armée
- Tsuneyoshi Takeda, officier de liaison de l'armée du Guandong
- Kantarō Suzuki, (1867-1948), premier ministre
- Raizō Tanaka, contre-amiral
- Hisaichi Terauchi (1879-1945), maréchal, commandant suprême de l'Armée japonaise du Sud
- Soemu Toyoda, amiral
- Yoshijirō Umezu, général
- Mitsuru Ushijima, général ayant pris part à la défense de l'île d'Okinawa
- Isoroku Yamamoto, (1884-1943), amiral
- Tomoyuki Yamashita, lieutenant-général en Malaisie, à Singapour et aux Philippines

## Mandchourie
Protectorat japonais depuis 1932.
- Pu Yi, (1906-1967) dernier empereur de Chine ; empereur fantoche du Mandchoukouo
- Zhang Xueliang, (1901-2001)

## Maroc
Protectorat français.
- Mohammed V, sultan

## Nouvelle-Zélande
Dominion britannique.
- Roderick Carr (1891-1971), Air Marshal and Deputy Chief of Air Staff, Supreme HQ Allied Expeditionary Force
- Arthur Coningham (1895-1948), Air Marshal et commandant de l'UK Western Desert Air Force
- Peter Fraser (1884-1950), premier ministre à partir de mars 1940
- Bernard Freyberg (1889-1963), général commandant le corps néo-zélandais en Méditerranée
- Sir Keith Park commandant de secteur de la RAF durant la bataille de Grande-Bretagne
- Michael Joseph Savage (1872-1940), premier ministre jusqu’à sa mort en mars 1940
- Nancy Wake (1912-2011), résistante et combattante dans le Maquis

## Norvège
Occupée par l'Allemagne de 1940 à 1945.
- Haakon VII (1872-1957), roi
- Vidkun Quisling (1887-1945), chef du gouvernement collaborateur norvégien

## Palestine
Territoire sous mandat britannique.
- David Ben Gourion (1886-1973), dirigeant sioniste
- Amin al-Husseini (1895-1974), Grand Mufti de Jérusalem, allié de l'Axe

## Pays-Bas
Occupés par l'Allemagne de 1940 à 1945.

### Hommes et femmes politiques
- Wilhelmine (1880-1962), reine
- Juliana des Pays-Bas, princesse héritière, future reine Juliana
- Pieter Sjoerds Gerbrandy, président du Conseil de 1940 à 1945

### Militaires
- Bernhard de Lippe-Biesterfeld, époux de la princesse Juliana, commandant en chef
- Karel Doorman (1889-1942), amiral

### Autre
- Anne Frank (1929-1945), réfugiée juive allemande, tient son journal sous l'occupation nazie

## Philippines
Colonie américaine autonome depuis 1935.
- José P. Laurel (1891-1959), chef du gouvernement collaborateur philippin
- Sergio Osmeña (1878-1961), vice-président
- Manuel L. Quezon, (1878-1944), président

## Pologne
Occupée par l'Allemagne et l'URSS de 1939 à 1945.

### Militaires
- Edward Rydz-Śmigły, maréchal, commandant de l'armée
- Władysław Anders, lieutenant général et chef de l'Armée libre de Pologne
- Wojciech Jaruzelski, (1923-2014), engagé dans l'armée soviétique de Pologne
- Tadeusz Bór-Komorowski, général et dirigeant de l'insurrection de Varsovie
- Stanisław Maczek (1892-1994), chef de l'armée polonaise de l'Ouest durant la Seconde Guerre mondiale.
- Stanisław Skalski (1915-2004), aviateur dans la RAF
- Stanisław Kopański (1895-1976), commandant de la Brigade indépendante de chasseurs des Carpates
- Stanisław Sosabowski (1892-1967), commandant de la 1re Brigade indépendante de parachutistes polonais

### Hommes politiques
- Stanisław Mikołajczyk, chef du gouvernement polonais en exil
- Władysław Sikorski, général et chef du gouvernement en exil
- Józef Beck, ministre des affaires étrangères

### Résistants
- Krystyna Skarbek (1915-1952), agent le plus décoré du SOE
- Witold Pilecki soldat et résistant polonais, la seule personne connue internée dans le camp de concentration nazi Auschwitz de son propre gré
- Mordechaj Anielewicz, (1919-1943), résistant juif

## Portugal
Neutre.
- António Salazar (1889-1970), président du Conseil
- Aristides de Sousa Mendes (1885-1954), diplomate, facilite l'évasion de juifs de France

## Royaume de Roumanie
- Ion Antonescu, (1882-1946), général de la Première Guerre mondiale, maréchal, président du Conseil du Royaume de Roumanie en 1940, devenu pro-allemand surtout par crainte de l'influence soviétique (annexion de la Bessarabie en 1939), dictateur militaire de fait du pays, surnommé le "Conducător", s'appuie sur les anciens militants du mouvement national-socialiste et orthodoxe intégriste de la "Légion de l'Archange Saint-Michel" et de la Garde de fer, fait destitué le roi Carol, s'aligne sur l'Allemagne et intègre les forces de l'Axe en 1941 contre l'Union soviétique. Destitué par le roi Michel en 1944. Exécuté en 1945.
- Michel Ier de Roumanie (1921-2017), dernier souverain du royaume
- Mihai Antonescu (1904-1946), vice-président du conseil (sans lien de parenté avec Ion Antonescu)
- Horia Sima (1907-1993), chef de la Garde de fer

## Royaume-Uni

### Hommes politiques
- Neville Chamberlain (1869-1940), premier ministre de 1937 à 1940
- Winston Churchill, (1874-1965), premier ministre de 1940 à 1945
- George VI (1895-1952), roi
- Clement Attlee, (1883-1967), vice-premier ministre
- Lord Beaverbrook, (1879-1964), politicien et magnat de la presse
- Ernest Bevin, ministre du Travail et du Service national
- Anthony Eden (1897-1977), secrétaire aux affaires étrangères
- Oswald Mosley (1896-1980), dirigeant fasciste au Royaume-Uni

- Leslie Hore-Belisha, secrétaire d'État pour la guerre

### Militaires
- Harold Alexander, (1891-1969), maréchal
- Claude Auchinleck (1884-1981), maréchal
- Douglas Bader (1910-1982), pilote sans jambe de la Royal Air Force
- Donald Bennett (en), vice-maréchal de l'air
- Frederick Bowhill, maréchal de l'air qui commanda le RAF Ferry Command puis le Transport Command chargés de la livraison des avions depuis l'Amérique du Nord vers les théâtres d'opération
- Alan Brooke (1883-1963), maréchal
- Frederick Browning, lieutenant-général des troupes aéroportées
- Dudley Clarke, créateur des British Commandos
- John Cunningham, as du combat aérien de nuit et capitaine de groupe de la RAF
- William Dobbie (en), gouverneur de Malte
- Eric Dorman-Smith
- William Gott, général
- Arthur Harris, maréchal du Bomber Command (bombardement aérien)
- Basil Henry Liddell Hart, (1895-1970), concepteur du combat de tank moderne, copié par les Allemands dans la Blitzkrieg
- Brian Horrocks (1895-1985, KCB, KBE, DSO, MC), général de corps d'armée
- Robert Laycock, General of the « Layforce » (commandos)
- Trafford Leigh-Mallory, Air Marshal et Fighter Commander
- Fitzroy Maclean, officier de liaison avec les maquis yougoslaves
- Frank Merrill, général de brigade et chef du Merrill's Marauders »
- Bernard Montgomery (1887-1976), maréchal
- Louis Mountbatten, (1900-1979), vice-amiral
- Airey Neave (1916-1979)
- Richard O'Connor (1889-1981), général
- Charles Portal, chef de l'Armée de l'air
- Dudley Pound, amiral et First Sea Lord
- William Slim, général sur le front en Birmanie
- David Stirling (1915-1990), colonel des commandos, fondateur du Special Air Service
- Barnes Wallis (1887-1979)
- Archibald Wavell, maréchal
- Henry Maitland Wilson (1881-1964), maréchal
- Orde Wingate major-général et fondateurs des Chindits (commandos de Birmanie)

### Services de renseignement et police
- Maurice Buckmaster, colonel du Special Operations Executive
- Peter Churchill, agent du Special Operations Executive
- Ian Fleming, instigateur du plan pour capturer Rudolf Hess
- Leo Marks (1920-2001), officier cryptographe
- Kim Philby (1912-1988), officier du Secret Intelligence Service, agent double au service des Soviétiques
- Odette Sansom (1912-1995), agent du Special Operations Executive
- Edward Yeo-Thomas (1901-1964), agent du Special Operations Executive

### Autres
- Alan Turing, (1912-1954), cryptographe
- Robert Watson-Watt (1892-1971), concepteur du premier radar opérationnel

## Suède
Neutre.
- Folke Bernadotte (1895-1948), diplomate
- Per Albin Hansson (1885-1946), premier ministre
- Raoul Wallenberg (1912-1952), diplomate
- Per Anger (1913-2002), diplomate

## Suisse
Neutre.
- François Naville (1883-1968), médecin légiste, seul expert neutre de la commission d'enquête sur le massacre de Katyń

## Tchécoslovaquie
Occupée par l'Allemagne depuis 1938-1939.

### Hommes politiques
- Edvard Beneš (1884-1948), président tchèque en exil
- Jan Masaryk (1886-1948), ministre des Affaires étrangères en exil
- Konrad Henlein (1898-1945), politicien sudète rallié au nazisme
- Jozef Tiso (1887-1947), président de la Slovaquie, État satellite de l'Axe de 1938 à 1945
- Emil Hácha (1872-1945), président

### Militaires
- Josef František (1914-1940), aviateur
- Ludvík Svoboda (1895-1979), général

### Résistants
- Václav Morávek (1904-1942), résistant membre des Trois Rois

## Thaïlande
Royaume allié du Japon.
- Plaek Phibunsongkhram, maréchal, dictateur de 1938 à 1944

## Tunisie
Protectorat français.
- Habib Bourguiba

## Turquie
Neutre.
- İsmet İnönü, (1884-1973), président

## Union soviétique

### Hommes politiques
- Joseph Staline (1879-1953), secrétaire général du PCUS et dirigeant du pays depuis 1927, président du Conseil des commissaires du peuple de l'URSS (chef du gouvernement) et commandant suprême de l'Armée rouge durant la guerre, avec le grade décerné par le Soviet suprême de maréchal
- Lavrenti Beria (1899-1953), chef du NKVD (commissariat à l'Intérieur)
- Andreï Jdanov (1896-1948), commissaire pendant le siège de Léningrad
- Maxime Litvinov (1876-1951), ministre des Affaires étrangères
- Nikita Khrouchtchev (1894-1971), secrétaire général du Parti communiste de la République socialiste soviétique d'Ukraine
- Viatcheslav Molotov, (1890-1986), ministre des Affaires étrangères

### Militaires
- Gueorgui Joukov (1896-1974), maréchal et chef de l'Armée rouge à la fin de la guerre, prend Berlin en mai 1945
- Alexeï Antonov, chef d'état-major général à la fin de la guerre (1896-1962).
- Nikolaï Boulganine, maréchal
- Vassili Tchouïkov, général et défenseur de la ville de Stalingrad
- Leonid Govorov, maréchal
- Andreï Ieremenko, maréchal
- Nikolaï Guerassimovitch Kouznetsov, amiral
- Vassili Ivanovitch Kouznetsov, général.
- Kirill Meretskov, maréchal
- Ivan Iefimovitch Petrov, général
- Panteleïmon Ponomarenko, général, chef des partisans en Biélorussie
- Constantin Rokossovski, maréchal
- Semion Timochenko, maréchal
- Alexandre Vassilievski chef de l’état-major général
- Nikolaï Vatoutine, général
- Andreï Vlassov, lieutenant-général, capturé par les Allemands, constitue ensuite une armée de libération russe pro-allemande, se retourne contre les Allemands et soutient les résistants tchèques pendant les derniers combats de 1945, renvoyé en URSS et fusillé après la guerre.
- Kliment Vorochilov, (1881-1969), maréchal, intime de Staline, futur chef de l'État soviétique (président du présidium du Soviet suprême).
- Vassili Grigorievitch Zaïtsev, tireur d'élite

### Autres
- Mikhaïl Kochkine (1898-1940), concepteur du char T-34
- Andreï Tupolev (1888-1972), ingénieur aéronautique

## Royaume de Yougoslavie
Occupée par l'Axe de 1941 à 1945.

### Résistants
- Tito (1892-1980), chef des Partisans
- Aleksandar Ranković (1909-1983), partisan fondateur de l'OZNA
- Milovan Djilas (1911-1985), compagnon monténégrin de Tito
- Draža Mihailović (1893-1946), chef des Tchetniks

### Hommes politiques
- Pierre II (1923-1970), dernier souverain du royaume de Yougoslavie
- Paul de Yougoslavie (1893-1976), régent
- Dušan Simović (1882-1962), général serbe devenu premier ministre du gouvernement yougoslave en exil
- Ivan Šubašić (1892-1955), premier ministre yougoslave en exil

### Collaborateurs
- Ante Pavelić (1889-1959), dirigeant de l'État indépendant de Croatie allié de l'Axe
- Milan Nedić (1878-1946), chef du gouvernement collaborateur serbe
- Dimitrije Ljotić (1891-1945), chef du mouvement collaborateur Serbe Zbor